# هوندا فرید
هوندا فرید (Honda Freed) خودرویی است که از سال ۲۰۰۸ تاکنون توسط شرکت ژاپنی هوندا تولید شده‌است.
این خودرو در کلاس کامپکت ام‌پی‌وی قرار گرفته، طراحی آن موتور جلو، خودرو محور جلو، خودرو چهار چرخ محرک بوده طول آن در حالت طبیعی ۴٬۲۱۵ میلیمتر (۱۶۵٫۹ اینچ)، عرض آن در حالت طبیعی ۱٬۷۰۰ میلیمتر (۶۶٫۹ اینچ) و ارتفاع آن در حالت طبیعی ۱٬۷۳۵ میلیمتر (۶۸٫۳ اینچ) است.